# Blomsterkörvel
Blomsterkörvel (Orlaya grandiflora) är en ettårig växtart i släktet blomsterkörvlar och familjen flockblommiga växter. Den beskrevs först av Carl von Linné, och fick sitt nu gällande namn av Franz Georg Hoffmann.

## Utbredning
Arten växer vilt i stora delar av kontinentala Europa, till norra Turkiet och västra Transkaukasus. Den odlas även som prydnadsväxt i andra delar av världen, och förekommer som sådan tillfälligt i Sverige, men reproducerar sig inte i landet.